# Бунин, Сергей Алексеевич
Сергей Алексеевич Бунин (1907—1982) — советский государственный деятель, машиностроитель, директор заводов.

## Биография
Родился 9 (22) марта 1907 г. в Туле.
С 1926 года работал учеником слесаря и слесарем на заводе № 6.
Окончил Тульский механический институт (1936).
С 1936 г. на заводе № 68 (Невьянский механический завод): начальник инструментального цеха (с 03.08.1936), начальник технического отдела (с 21.02.1937), главный инженер (с 27.01.1938), с марта 1939 по ноябрь 1945 г. — директор завода № 68.
- 1945—1947 гг. — директор завода № 77;
- 1947—1949 — директор Сталинградского тракторного завода (СТЗ);
- 1949—1952 — заместитель министра сельскохозяйственного машиностроения СССР;
- 1952—1954 — начальник ГСКБ-47 (будущее НПО «Базальт»).

Награждён орденами Ленина (22.05.1939), Октябрьской революции, Отечественной войны I степени, двумя орденами Трудового Красного Знамени, Красной Звезды, медалями. Почетный гражданин города Невьянска (1980).
Умер 11 марта 1982 года. Похоронен на Даниловском кладбище.

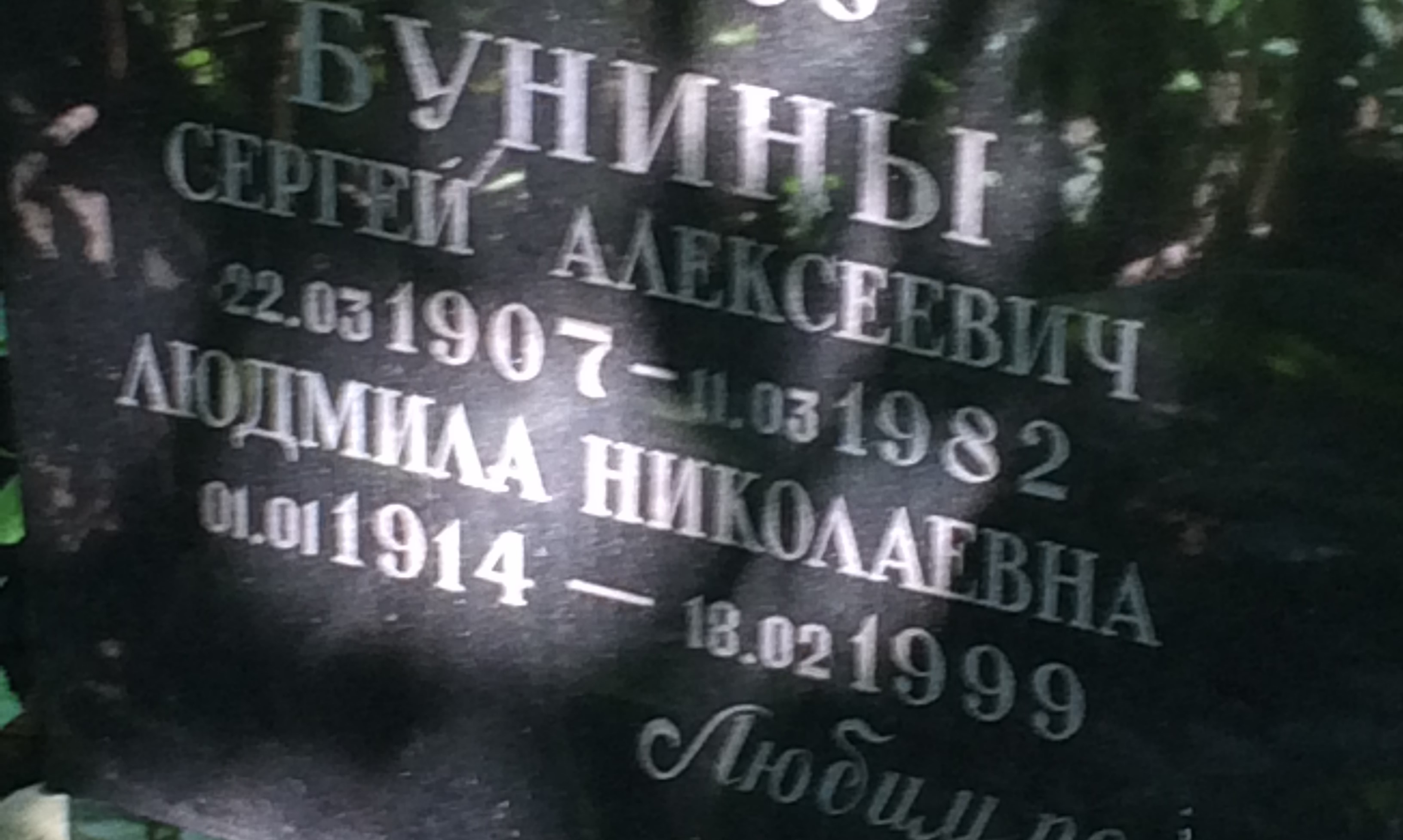
могила на Даниловском кладбище Москвы